# Bianka Buša
Bianka Buša (Vrbas, 25 luglio 1994) è una pallavolista serba, schiacciatrice dell'Aras Kargo.

## Biografia
È la sorella maggiore del pallavolista Boris Buša.

## Carriera

### Club
La carriera di Bianka Buša comincia nella stagione 2008-09 quando entra nel Vizura di Belgrado, militante in Superliga, a cui resta legata per tre annate. Nella stagione 2013-14, in seguito alla partnership fra Vizura e Partizan, si trasferisce in quest'ultimo club, vincendo supercoppa e campionato, mentre in quella successiva, terminato il rapporto di collaborazione fra le due formazioni, ritorna al Vizura, aggiudicandosi supercoppa, Coppa di Serbia e campionato.
Nella stagione 2015-16 si trasferisce in Italia, ingaggiata dalla neopromossa Towers di Breganze, in Serie A1: tuttavia a metà campionato viene ceduta al Târgoviște, nella Divizia A1 rumena, ottenendo la vittoria nella Coppa di Romania. Ritorna nel campionato italiano per la stagione 2016-17 vestendo la maglia del Flero, sempre in Serie A1, mentre nella stagione successiva si accasa al Chemik Police, nella Liga Siatkówki Kobiet: milita nel club polacco per un biennio, aggiudicandosi lo scudetto nella prima annata e la Coppa di Polonia, nella quale viene premiata come miglior ricevitrice, nella seconda.
Nella stagione 2019-20 difende i colori dell'Alba-Blaj, nuovamente nella massima divisione rumena, conquistando ancora uno scudetto, prima di trasferirsi per la stagione seguente alla formazione turca del Fenerbahçe, in Sultanlar Ligi, approdando poi per l'annata 2021-22 in Russia, dove disputa la Superliga con la Lokomotiv Kaliningrad: a causa di un infortunio a un dito, che le impedisce di scendere in campo nella seconda parte di campionato, a febbraio lascia il club. Rientra in campo nell'annata successiva, dove veste la maglia del PTT, ancora nel massimo campionato turco.
Per il campionato 2023-24 viene ingaggiata dal VakıfBank, con cui conquista la Supercoppa turca, mentre nel campionato seguente si trasferisce all'Aras Kargo, sempre nella massima divisione turca.

### Nazionale
Fa parte delle nazionali giovanili serbe con cui si aggiudica, con quella under 18, la medaglia di bronzo al campionato europeo 2011 e al campionato mondiale 2011 e, con quella under 19, la medaglia d'argento al campionato europeo 2012.
Nel 2013 debutta nella nazionale maggiore, con cui due anni dopo vince la medaglia di bronzo ai I Giochi europei di Baku, l'argento alla Coppa del Mondo e il bronzo al campionato europeo, seguiti dalla medaglia di argento ai Giochi della XXXI Olimpiade di Rio de Janeiro.
Nel 2017 si aggiudica la medaglia di bronzo al World Grand Prix, dopo la quale conquista tre ori al campionato europeo 2017 e 2019 e al campionato mondiale 2018.
Nel 2021 conquista la medaglia di bronzo ai Giochi della XXXII Olimpiade di Tokyo e quella d'argento al campionato europeo, mentre nell'anno seguente giunge terza alla Volleyball Nations League e vince l'oro al campionato mondiale. Nel 2023 bissa l'argento al campionato europeo 2023.

## Palmarès

### Club
- Campionato serbo: 2

2013-14, 2014-15
- Campionato polacco: 1

2017-18
- Coppa di Serbia: 1

2014-15
- Coppa di Romania: 1

2015-16
- Coppa di Polonia: 1

2018-19
- Supercoppa serba: 2

2013, 2014
- Supercoppa turca: 1

2023

### Nazionale (competizioni minori)
- Campionato europeo under 18 2011
- Campionato mondiale under 18 2011
- Campionato europeo under 19 2012
- Giochi europei 2015

### Premi individuali
- 2019 - Coppa di Polonia: Miglior ricevitrice